# گایندا
گایندا (به انگلیسی: Gayndah) یک شهرک در استرالیا است که در North Burnett Region واقع شده‌است.

## نگارخانه

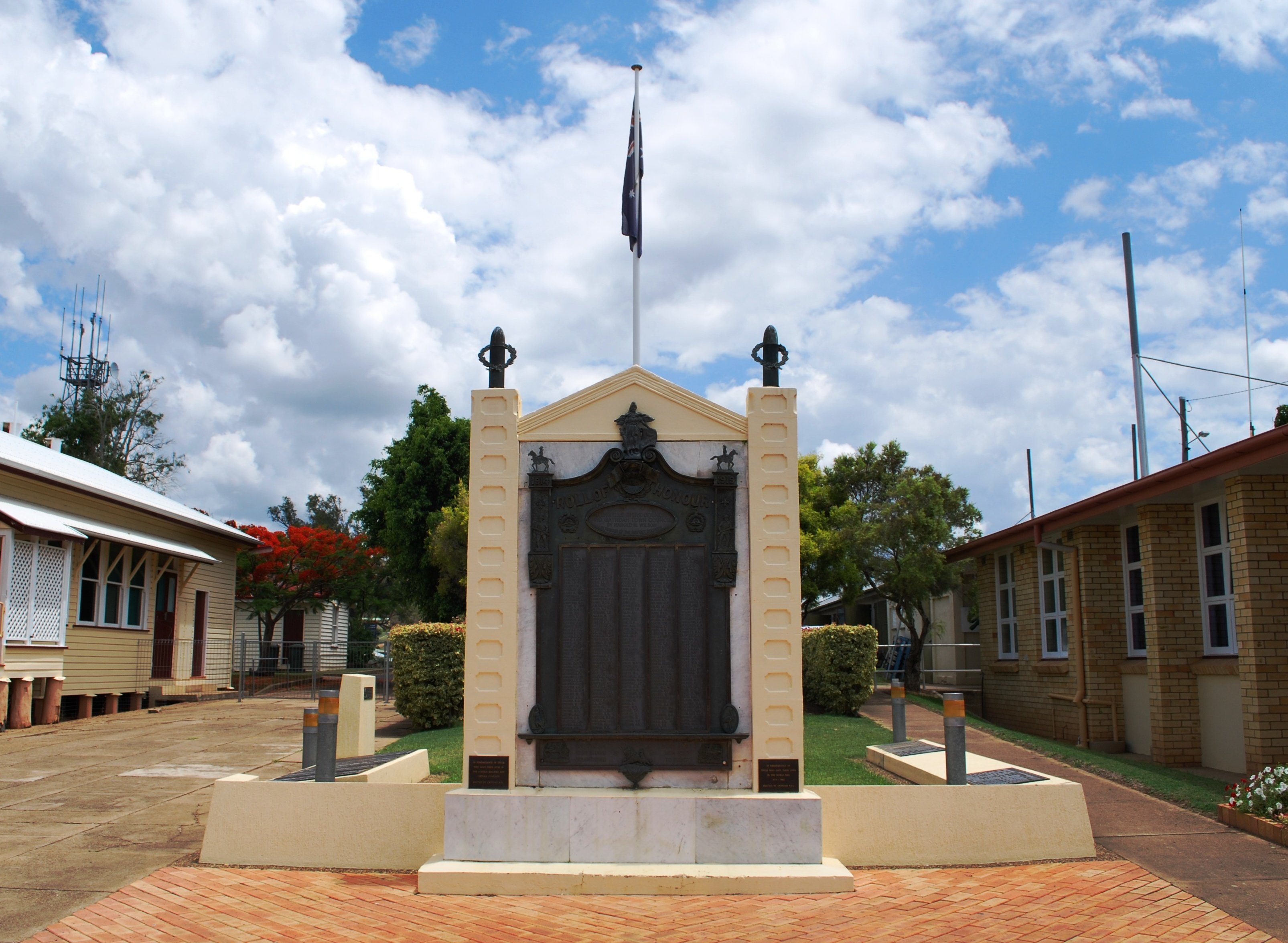
یادبود جنگ
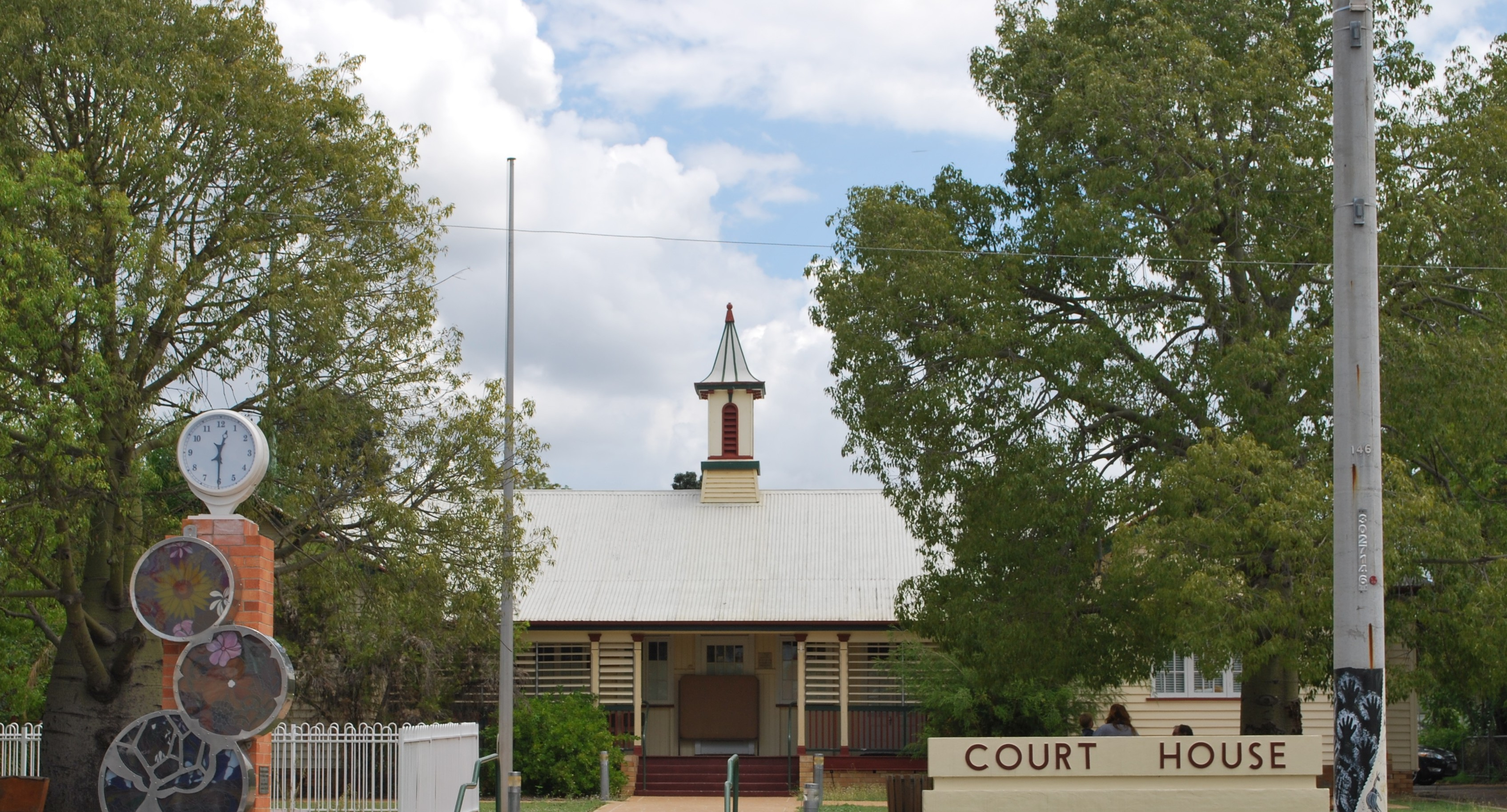
دادگاه
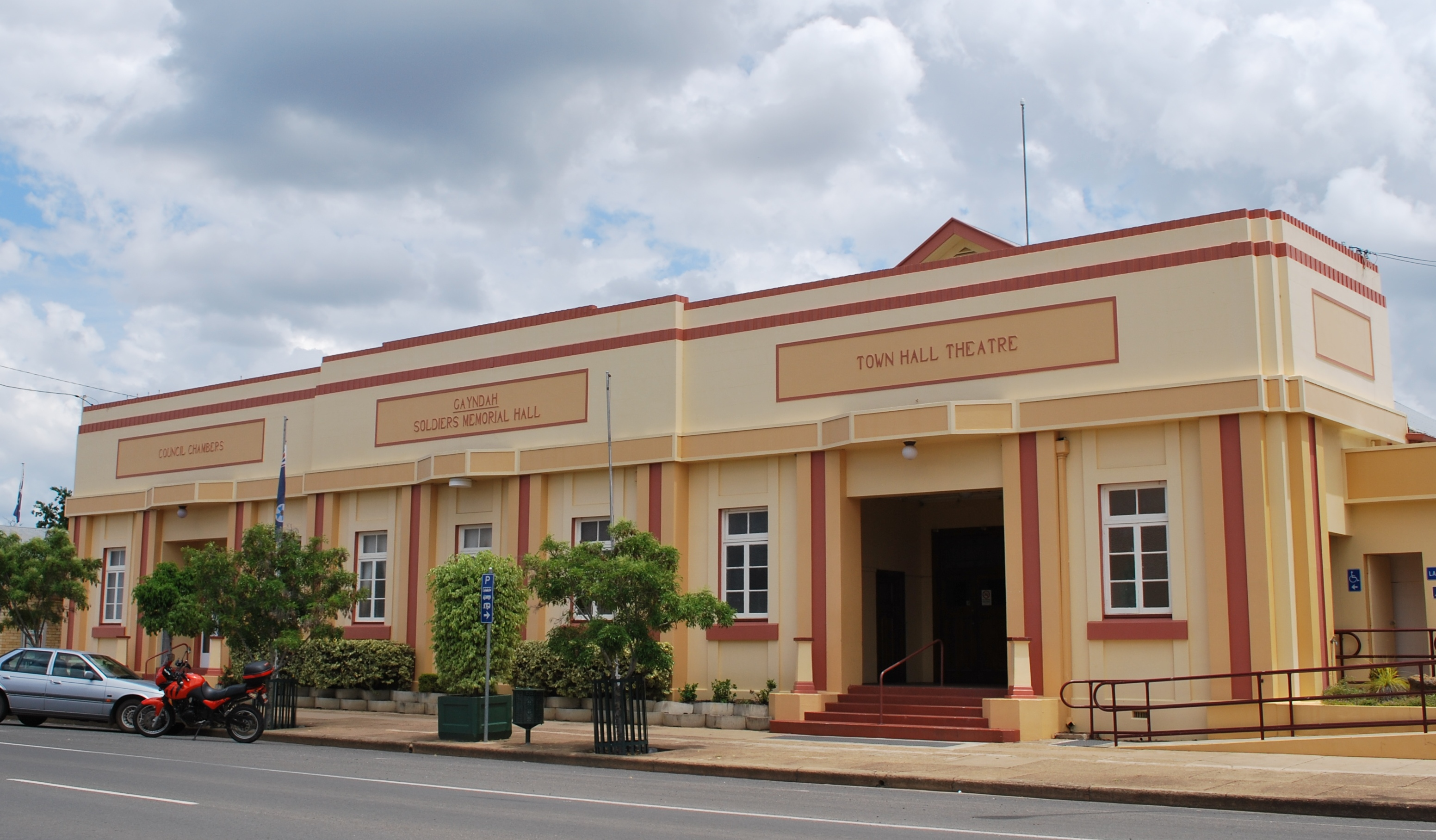
سالن شهر